# COVERS4
「COVERS4」（カバーズ・フォー）は、ジェロのカバー・アルバム。

## 概要
- シリーズ第4弾。コンサートでの「今日の一曲」コーナーで好評の曲を収録。

## 収録曲
1. そして、神戸
1972年 内山田洋とクール・ファイブ
2. 窓
1979年 松山千春
3. たそがれマイ・ラブ
1978年 大橋純子
4. ノラ
1989年 木下結子（1998年に門倉有希がカバー）
5. 宗右衛門町ブルース
1972年 平和勝次とダークホース
6. 愛しき日々
1986年 堀内孝雄
7. 勝手にしやがれ
1977年 沢田研二
8. 桜坂
1990年 槇原敬之